# 金優鎮
金优镇（韓語：김우진，韓語發音：[ki.mu.dʑin]或[kim] [u.dʑin]，1992年6月20日—）是一名韩国射箭运动员，现男子个人反曲弓世界纪录拥有者。他是右撇子，并使用30-英寸（76-）的箭和46磅（21）的弓。在2016年夏季奥林匹克运动会上。他作为韩国男子射箭队成员赢得他的第一面奥运会金牌，在男子团体射箭决赛中击败美国队。

## 職業生涯
金優鎮2009年首次參加國際賽事。
2010年，年僅18歲的金優鎮首次代表韓國參加廣州亞運，其中金在個人賽事上不僅以1387环刷新了該個項目的世界紀錄還和隊友林東賢及吳真爀拿下團體賽的金牌，此外金獲得昆仑山世界纪录奖。
金是2011年世界射箭锦标赛男子团体金牌的成员，并在2011年世界射箭锦标赛和2012年FITA射箭世界杯获得个人金牌。尽管如此，他没有入选2012年韩国奥运代表团。
在2015年，金再一次入选韩国国家队，并成为自从1985年以来第一位两次获得世界射箭锦标赛金牌的男选手。
在2016年夏季奥林匹克运动会期间，金在男子个人排位赛中以700环的成绩刷新世界纪录由队友林东贤在2012年伦敦奥运创造的699环的世界纪录。然而，金在第二轮个人组中爆冷负于了印尼的里奥·埃加·阿加塔。团体赛方面，他联同队友为韩国队摘得金牌。
2018年金優鎮參加雅加達亞運會，在男子個人賽上以6-4击败队友李雨錫，时隔8年再次夺冠。不過在團體賽的決賽上不敵中華台北隊只獲得銀牌。

## 外部連結
- Kim Woojin at the World Archery Federation （页面存档备份，存于）
- Kim Woojin at Rio 2016，存于
- 金優鎮的Instagram帳戶 （页面存档备份，存于）